# Římskokatolická farnost Cetechovice
Římskokatolická farnost Cetechovice je územní společenství římských katolíků s farním kostelem Navštívení Panny Marie v děkanátu Kroměříž.

## Historie farnosti
První písemná zmínka o obci pochází z roku 1131. Původně patřila kostelu spytihněvskému. V letech 1220-1250 patřila k panství velehradskému, následně Smilu ze Zbraslavi a Střílek, který ji roku 1261 daroval cisterciáckému klášteru Smilheim ve Vizovicích.

## Duchovní správci
- Radomír Němeček (2007-2009), administrátor excurrendo ze Zdounek
- Jaroslav Štancl (2009-2025), administrátor excurrendo ze Střílek
- Václav Škvařil (od roku 2025), administrátor excurrendo z Koryčan[2]

## Bohoslužby
| Kostel                 | Místo       | Bohoslužba (den) | Hodina                                   | Poznámka     |
| ---------------------- | ----------- | ---------------- | ---------------------------------------- | ------------ |
| Navštívení Panny Marie | Cetechovice | neděle středa    | 7.30 16.30 (zimní čas)/17.30 (letní čas) | farní kostel |

## Aktivity ve farnosti
Ve farnosti se pravidelně koná tříkrálová sbírka.